# Ernst Kris
Ernst Kris est un psychanalyste et historien d'art né le 26 avril 1900 à  Vienne en Autriche et mort le 27 février 1957 à New York.

## Biographie
Pendant ses études secondaires le jeune Kris se passionne pour l'art et son histoire. En 1918 il s'inscrit à la faculté de philosophie de Vienne et devient diplômé de l'histoire de l'art en 1922. Il devient conservateur du musée d'histoire de l'art de Vienne.
C'est à ce titre que sa fiancée, Marianne Rie, le présente à Sigmund Freud en 1924 pour le conseiller au sujet de sa collection d'antiquités. Les familles Freud et Rie entretenaient des relations amicales et quand Marianne commence une formation analytique à Berlin après ses études de médecine, Freud recommande à Kris d'entreprendre également une analyse, ce qu'il fait avec Helene Deutsch.
En 1928 Ernst et Marianne Kris sont acceptés comme membres associés de la Société psychanalytique de Vienne, Ernst continuant parallèlement une carrière d'historien de l'art.
En 1932, il rédige sa première étude psychanalytique dans la revue Imago, dont il devient corédacteur en 1932, avec Robert Waelder.
Après l'annexion de l'Autriche par l'Allemagne nazie les Kris se réfugient à Londres où il devient membre didacticien de la Société britannique de psychanalyse, tout en travaillant à la BBC en tant qu'expert de l'analyse de la propagande nazie.
En 1940, il rejoint les États-Unis et s'installe à New York où il retrouve Heinz Hartmann. Il est nommé professeur à la New School for Social Research où  il fonde un programme de recherche sur la propagande totalitaire.  En 1943, il enseigne à la New York Psychoanalytic Society, dont il devient membre.
Il est considéré comme un des importants représentants du courant théorique de l'Ego-psychology, avec Heinz Hartmann et Rudolph Loewenstein et a publié de nombreux articles.
Il participe en 1945 à la fondation  de la revue The Psychoanalytic Study of the Child avec Heinz Hartmann et Anna Freud. Enfin il est l'éditeur avec Anna Freud et Marie Bonaparte de la première édition (censurée) des lettres de Freud à Wilhelm Fliess.

## Ouvrages
- Psychanalyse de l'art, New York 1952, Paris, PUF,  (ISBN 2130348173)
- avec Otto Kurz, L'Image de l'artiste (1979), d'après Die Legende vom Künstler: ein geschichtlicher Versuch (1934)
- Le Style rustique. Le moulage d'après nature chez Wenzel Jamnitzer et Bernard Palissy, intro. E. Gombrich, préf. P. Falguières, trad. C. Jouanlanne & G. Morel, Paris, Macula, 2005  (ISBN 978-2-86589-055-2)
- La Légende de l'artiste, Paris, Allia, 2010, 160 p. (ISBN 978-2-84485-341-7)